# Đội tuyển Fed Cup Bermuda
Đội tuyển Fed Cup Bermuda đại diện Bermuda ở giải đấu quần vợt Fed Cup và được quản lý bởi Hiệp hội Quần vợt Bermuda. Đội chưa thi đấu kể từ năm 2015.

## Lịch sử
Bermuda tham gia kì Fed Cup đầu tiên vào năm 1996. Thành tích tốt nhất của họ là thứ 5 tại Nhóm II năm 2006.